# Nicolas de Fer

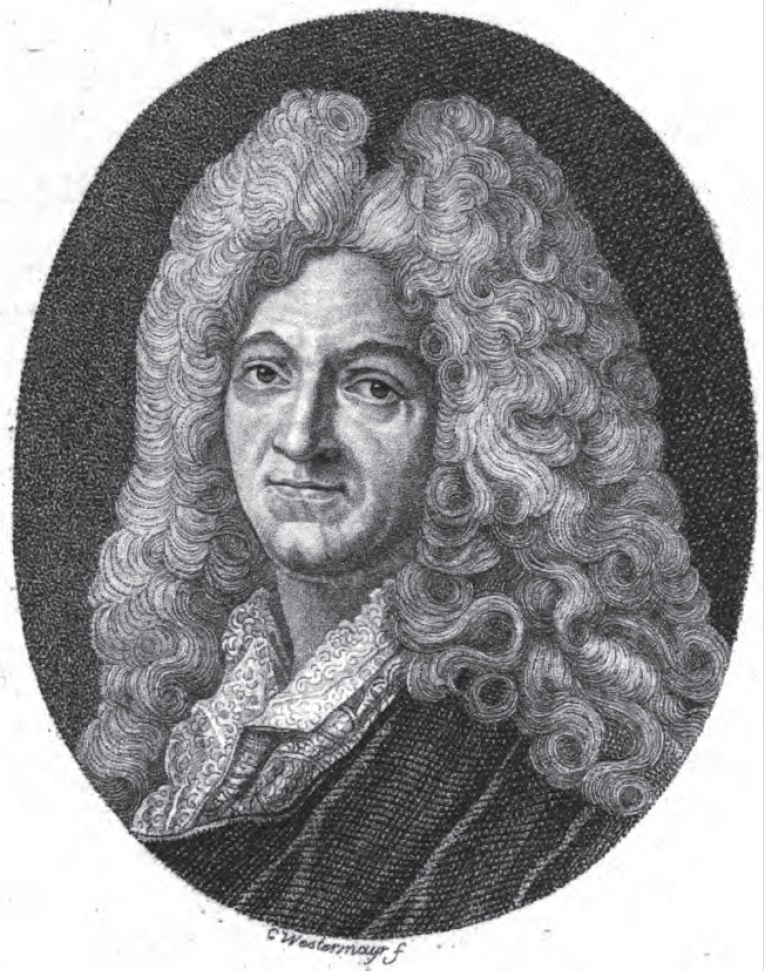
Nicolas de Fer (1646–1720).

Nicolas de Fer (* 1646; † 25. Oktober 1720 in Paris) war einer der führenden französischen Kartographen und Kartenverleger des ausgehenden 17. und beginnenden 18. Jahrhunderts.

## Leben
Nicolas de Fer war der jüngste Sohn des Pariser Druckers und Kartenverlegers Antoine de Fer. Im Alter von zwölf Jahren begann er eine Ausbildung zum Kupferstecher. Nach dem Tode seines Vaters im Jahr 1673 übernahm er dessen Verlag, der unter seiner Führung innerhalb weniger Jahre großen Aufschwung nahm. De Fer schuf zahlreiche Atlanten und spezialisierte sich auf die Veröffentlichung von Drucken zu aktuellen Ereignissen: Karten von Grenzverläufen oder neueroberten Gebieten sowie Karten von Städten, die vom französischen Festungsbaumeister Vauban ausgebaut wurden. Dabei profitierte de Fer von seinem guten Verhältnis zum französischen Hof und wurde 1691 offizieller Geograph des französischen Dauphin, 1702 des Herzogs von Anjou – des späteren spanischen Königs – und zuletzt des französischen Königs selbst. Das Firmenzeichen de Fers war die sogenannte „Sphère royale“, eine Armillarsphäre, die auf zahlreichen seiner Publikationen abgedruckt ist. Sein Hauptwerk, der Atlas Curieux erschien erstmals im Jahr 1700 in Paris und erlebte bis 1717 zahlreiche Neuauflagen. Bei seinem Tode im Jahr 1720 hinterließ er drei verheiratete Töchter. Seine Schwiegersöhne, der Papierhändler Guillaume Danet und der Kupferstecher Jacques-François Besnard (auch: „Bénard“) führten – jeder auf eigene Rechnung – die Geschäfte de Fers weiter.

## Werke (Auswahl)
- Les Côtes de France (1690)

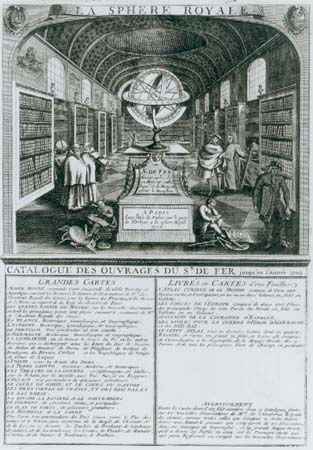
Katalogseite mit der Sphère Royale.

- [Plan] de la Ville et Chateau de Namur, avec cest Fortification et nouveaux ouvrages faits depuis la prise de cette place par le Roy de France sur les Espagnols le 30 Juin 1692. et presentement á siegé par le Roy d'Angleterre en juillet 1695 / Chez le Sr. De Fer. A Paris, [1692] (Digitalisat)
- La France Triomphante Sous le Règne de Louis le Grand (1693)
- Les Forces De L'Europe, Ou Description Des Principales Villes, Avec Leurs Fortifications 1693 (Digitalisat)
- Atlas Royal (1695 sowie mehrere Auflagen zwischen 1699 und 1702)
- Petit et Nouveau Atlas (1697)
- Atlas Curieux où le Monde représenté dans les cartes générales et particulières du Ciel et de la Terre (1700–1705 und vielfache Neuauflagen bis 1717)
- Atlas ou recueil de cartes géographiques dressées sur les nouvelles observations (1709 und zahlreiche Neuauflagen)
- L'Italie Divisee En Ses Estats. 1729 (Digitalisat)